# 1879
Il 1879 (MDCCCLXXIX in numeri romani) è un anno  del XIX secolo.

## Eventi
- Gennaio – Il messaggero russo inizia la pubblicazione a puntate del romanzo I fratelli Karamazov scritto da Fëdor Dostoevskij'.'
- 11 gennaio – Inizio della Guerra anglo-zulu.
- 26 maggio – Ha inizio una delle eruzioni più significative dell'Etna.
- Berlino – Entra in funzione la prima linea ferroviaria elettrica.
- 4 luglio – Termina la Guerra anglo-zulu, cominciata in gennaio. La vittoria britannica segna la fine della nazione indipendente degli zulu.
- 21 agosto – Apparizione della Vergine Maria con San Giuseppe e San Giovanni Evangelista a Knock, Contea di Mayo, Irlanda.
- 4 novembre – Viene brevettato in Ohio il primo prototipo di registratore di cassa.
- Henrik Ibsen scrive l'opera teatrale Casa di bambola (Et dukkehjem) la cui prima assoluta verrà messa in scena il 21 dicembre 1879 al Teatro Reale di Copenaghen.
- 25 dicembre – Con la professione religiosa di Barbara Micarelli, che prende il nome di Sr. Maria Giuseppa di Gesù Bambino, viene fondata la congregazione delle Povere terziarie francescane di Gesù Bambino, attualmente chiamata Istituto delle Suore Francescane Missionarie di Gesù Bambino (Fmgb).
- 28 dicembre – Disastro del Tay Bridge.
- 31 dicembre – Thomas Edison dimostra al pubblico per la prima volta la lampada ad incandescenza.
- Wilhelm Wundt fonda il primo laboratorio di psicologia a Lipsia dove si formerà la prima generazione di psicologi europei.
- Fondazione della ditta Amati Modellismo a Torino.
- Fondazione della rivista Watchtower (Torre di Guardia).
- Primo tentativo di realizzazione della televisione, utilizzando celle fotosensibili al selenio.
- Un grande incendio a Sarajevo distrugge gran parte della čaršija (il mercato vecchio).
- Pubblicazione ad opera di Luigi Capuana del primo romanzo verista italiano, Giacinta.
- Dugald Clerk inventa il motore a due tempi.

## Nati
Ci sono circa 1 000 voci su persone nate nel 1879; vedi la pagina Nati nel 1879 per un elenco descrittivo o la categoria Nati nel 1879 per un indice alfabetico.

## Morti
Ci sono circa 370 voci su persone morte nel 1879; vedi la pagina Morti nel 1879 per un elenco descrittivo o la categoria Morti nel 1879 per un indice alfabetico.

## Calendario
| Calendario 1879 | Calendario 1879 | Calendario 1879 | Calendario 1879 | Calendario 1879 | Calendario 1879 | Calendario 1879 | Calendario 1879 | Calendario 1879 | Calendario 1879 | Calendario 1879 | Calendario 1879 | Calendario 1879 | Calendario 1879 | Calendario 1879 | Calendario 1879 | Calendario 1879 | Calendario 1879 | Calendario 1879 | Calendario 1879 | Calendario 1879 | Calendario 1879 | Calendario 1879 | Calendario 1879 | Calendario 1879 | Calendario 1879 | Calendario 1879 | Calendario 1879 | Calendario 1879 | Calendario 1879 | Calendario 1879 | Calendario 1879 | Calendario 1879 |
| --------------- | --------------- | --------------- | --------------- | --------------- | --------------- | --------------- | --------------- | --------------- | --------------- | --------------- | --------------- | --------------- | --------------- | --------------- | --------------- | --------------- | --------------- | --------------- | --------------- | --------------- | --------------- | --------------- | --------------- | --------------- | --------------- | --------------- | --------------- | --------------- | --------------- | --------------- | --------------- | --------------- |
|                 | 1               | 2               | 3               | 4               | 5               | 6               | 7               | 8               | 9               | 10              | 11              | 12              | 13              | 14              | 15              | 16              | 17              | 18              | 19              | 20              | 21              | 22              | 23              | 24              | 25              | 26              | 27              | 28              | 29              | 30              | 31              |                 |
| Gennaio         | Me              | Gi              | Ve              | Sa              | Do              | Lu              | Ma              | Me              | Gi              | Ve              | Sa              | Do              | Lu              | Ma              | Me              | Gi              | Ve              | Sa              | Do              | Lu              | Ma              | Me              | Gi              | Ve              | Sa              | Do              | Lu              | Ma              | Me              | Gi              | Ve              |                 |
| Febbraio        | Sa              | Do              | Lu              | Ma              | Me              | Gi              | Ve              | Sa              | Do              | Lu              | Ma              | Me              | Gi              | Ve              | Sa              | Do              | Lu              | Ma              | Me              | Gi              | Ve              | Sa              | Do              | Lu              | Ma              | Me              | Gi              | Ve              |                 |                 |                 |                 |
| Marzo           | Sa              | Do              | Lu              | Ma              | Me              | Gi              | Ve              | Sa              | Do              | Lu              | Ma              | Me              | Gi              | Ve              | Sa              | Do              | Lu              | Ma              | Me              | Gi              | Ve              | Sa              | Do              | Lu              | Ma              | Me              | Gi              | Ve              | Sa              | Do              | Lu              |                 |
| Aprile          | Ma              | Me              | Gi              | Ve              | Sa              | Do              | Lu              | Ma              | Me              | Gi              | Ve              | Sa              | Do              | Lu              | Ma              | Me              | Gi              | Ve              | Sa              | Do              | Lu              | Ma              | Me              | Gi              | Ve              | Sa              | Do              | Lu              | Ma              | Me              |                 |                 |
| Maggio          | Gi              | Ve              | Sa              | Do              | Lu              | Ma              | Me              | Gi              | Ve              | Sa              | Do              | Lu              | Ma              | Me              | Gi              | Ve              | Sa              | Do              | Lu              | Ma              | Me              | Gi              | Ve              | Sa              | Do              | Lu              | Ma              | Me              | Gi              | Ve              | Sa              |                 |
| Giugno          | Do              | Lu              | Ma              | Me              | Gi              | Ve              | Sa              | Do              | Lu              | Ma              | Me              | Gi              | Ve              | Sa              | Do              | Lu              | Ma              | Me              | Gi              | Ve              | Sa              | Do              | Lu              | Ma              | Me              | Gi              | Ve              | Sa              | Do              | Lu              |                 |                 |
| Luglio          | Ma              | Me              | Gi              | Ve              | Sa              | Do              | Lu              | Ma              | Me              | Gi              | Ve              | Sa              | Do              | Lu              | Ma              | Me              | Gi              | Ve              | Sa              | Do              | Lu              | Ma              | Me              | Gi              | Ve              | Sa              | Do              | Lu              | Ma              | Me              | Gi              |                 |
| Agosto          | Ve              | Sa              | Do              | Lu              | Ma              | Me              | Gi              | Ve              | Sa              | Do              | Lu              | Ma              | Me              | Gi              | Ve              | Sa              | Do              | Lu              | Ma              | Me              | Gi              | Ve              | Sa              | Do              | Lu              | Ma              | Me              | Gi              | Ve              | Sa              | Do              |                 |
| Settembre       | Lu              | Ma              | Me              | Gi              | Ve              | Sa              | Do              | Lu              | Ma              | Me              | Gi              | Ve              | Sa              | Do              | Lu              | Ma              | Me              | Gi              | Ve              | Sa              | Do              | Lu              | Ma              | Me              | Gi              | Ve              | Sa              | Do              | Lu              | Ma              |                 |                 |
| Ottobre         | Me              | Gi              | Ve              | Sa              | Do              | Lu              | Ma              | Me              | Gi              | Ve              | Sa              | Do              | Lu              | Ma              | Me              | Gi              | Ve              | Sa              | Do              | Lu              | Ma              | Me              | Gi              | Ve              | Sa              | Do              | Lu              | Ma              | Me              | Gi              | Ve              |                 |
| Novembre        | Sa              | Do              | Lu              | Ma              | Me              | Gi              | Ve              | Sa              | Do              | Lu              | Ma              | Me              | Gi              | Ve              | Sa              | Do              | Lu              | Ma              | Me              | Gi              | Ve              | Sa              | Do              | Lu              | Ma              | Me              | Gi              | Ve              | Sa              | Do              |                 |                 |
| Dicembre        | Lu              | Ma              | Me              | Gi              | Ve              | Sa              | Do              | Lu              | Ma              | Me              | Gi              | Ve              | Sa              | Do              | Lu              | Ma              | Me              | Gi              | Ve              | Sa              | Do              | Lu              | Ma              | Me              | Gi              | Ve              | Sa              | Do              | Lu              | Ma              | Me              |                 |